# Vol Air Rhodesia 825
Le vol 825 d'Air Rhodesia est un vol passager régulier qui est abattu par l'Armée révolutionnaire du peuple du Zimbabwe (ZIPRA) le 3 septembre 1978, pendant la guerre du Bush de  Rhodésie du Sud. L'avion impliqué, un Vickers Viscount nommé Hunyani, effectue la dernière étape du service régulier d'Air Rhodesia entre les chutes Victoria et la capitale Salisbury, via la station balnéaire de Kariba.
Peu de temps après le décollage du vol 825, un groupe de guérilleros ZIPRA l'atteint sur son aile tribord avec un missile à tête chercheuse infrarouge sol-air Strela-2 de fabrication soviétique, endommageant gravement l'avion et forçant un atterrissage d'urgence. Une tentative d'atterrissage sur le ventre dans un champ de coton juste à l'ouest de Karoi est déjouée par un fossé, ce qui fait faire un tonneau à l'avion avant qu'il ne se disloque. Sur les 52 passagers et quatre membres d'équipage, 38 sont morts dans l'accident; les insurgés s'approchent alors de l'épave, rassemblent les 10 survivants qu'ils peuvent voir et les massacrent à l'arme automatique. Trois passagers survivent en se cachant dans la brousse environnante, tandis que cinq autres survivent parce qu'ils sont allés chercher de l'eau avant l'arrivée des guérilleros.
Le chef du ZIPRA, Joshua Nkomo, revendique publiquement la responsabilité d'avoir abattu le Hunyani dans une interview accordée à l'émission Today de la BBC le lendemain, affirmant que l'avion est utilisé à des fins militaires, mais nie que ses hommes aient tué des survivants au sol. La plupart des Rhodésiens, noirs et blancs, voient l'attaque comme un acte de terrorisme. Une violente réaction rhodésienne s'ensuit contre les bastions ennemis et augmente la tension raciale. Des rapports considérant l'attaque négativement apparaissent dans des revues internationales telles que le magazine Time, mais il n'y a presque pas de reconnaissance par les gouvernements étrangers, à la grande indignation du gouvernement rhodésien.
Les pourparlers entre Nkomo et le Premier ministre Ian Smith, qui progressent de manière prometteuse, sont immédiatement suspendus par les Rhodésiens, Smith qualifiant Nkomo de "monstre". Le 10 septembre, Smith annonce l'extension de la loi martiale sur des zones sélectionnées. Les forces de sécurité rhodésiennes lancent plusieurs frappes de représailles en Zambie et au Mozambique au cours des mois suivants, attaquant à la fois la ZIPRA et son rival, l'Armée de libération nationale africaine du Zimbabwe (ZANLA). L'attaque contre ZIPRA en particulier suscite une grande controverse car bon nombre des personnes tuées sont des réfugiés campant dans et autour des positions de la guérilla. En février 1979, ZIPRA abat le vol 827 d'Air Rhodesia, un autre vol civil, lors d'un incident presque identique.

## Contexte

Rhodésie

Un différend sur les conditions d'octroi de la pleine souveraineté à la colonie autonome de Rhodésie conduit le gouvernement colonial, dirigé par le Premier ministre Ian Smith, à déclarer unilatéralement l'indépendance du Royaume-Uni le 11 novembre 1965. L'idée de "pas d'indépendance avant la règle de la majorité" gagne du terrain en Grande-Bretagne et ailleurs dans le cadre de la décolonisation, et le gouvernement de la Rhodésie est dominé par la minorité blanche du pays, de sorte que la déclaration unilatérale n'est pas reconnue au niveau international. La Grande-Bretagne et les Nations unies imposent des sanctions économiques à la Rhodésie.
Deux groupes nationalistes noirs rivaux soutenus par les communistes lancent des campagnes militaires pour renverser le gouvernement et introduire la règle de la majorité : l'Union nationale africaine du Zimbabwe (ZANU), alignée sur la Chine, composée principalement de Shonas, crée l'Armée de libération nationale africaine du Zimbabwe (ZANLA) et adopte des aspects de La doctrine maoïste, tandis que l'Union populaire africaine du Zimbabwe (ZAPU) dominée par les Ndebele, alignée sur le marxisme-léninisme de style soviétique et le Pacte de Varsovie, mobilise l'Armée révolutionnaire du peuple du Zimbabwe (ZIPRA). Ces armées de guérilla se mirent à mener ce qu'elles appellent le "Second Chimurenga" contre le gouvernement rhodésien et les forces de sécurité. Le conflit qui en résulte, la guerre du Bush de Rhodésie du Sud, commence véritablement en décembre 1972, lorsque la ZANLA attaque Altena et Whistlefield Farms dans le nord-est de la Rhodésie.
Après que les forces de sécurité organisent une campagne de contre-insurrection réussie en 1973 et 1974, les développements à l'étranger font basculer l'élan du conflit en faveur des insurgés. La révolution des œillets de gauche d'avril 1974 pousse le Portugal à retirer son principal soutien économique à l'administration Smith et conduit à l'indépendance du Mozambique l'année suivante en tant qu'État communiste ouvertement allié à la ZANU. À peu près à la même époque, l'autre principal soutien de la Rhodésie, l'Afrique du Sud, adopte une initiative de détente qui force un cessez-le-feu, donnant aux guérilleros le temps de se regrouper. À la suite de la conférence avortée de Victoria Falls d'août 1975, Smith et le chef du ZAPU Joshua Nkomo tiennent des pourparlers infructueux entre décembre 1975 et mars 1976,. La ZANU et la ZAPU annoncent en octobre 1976, à l'approche de l'échec de la Conférence de Genève en décembre, qu'elles assisteront désormais aux conférences en tant que "Front patriotique" commun,.
En mars 1978, Smith et des groupes nationalistes non militants dirigés par l'évêque Abel Muzorewa, le révérend Ndabaningi Sithole et le chef Jeremiah Chirau conviennent de ce qui est devenu le « règlement interne ». Cela crée un gouvernement de transition mixte noir-blanc, le pays devant être reconstitué sous le nom de Rhodésie du Zimbabwe en 1979, à la suite d'élections multiraciales. La ZANU et la ZAPU sont invitées à participer, mais refusent ; Nkomo surnomme sardoniquement les collègues noirs de Smith blacksmith (forgeron). La ZANU proclame 1978 "l'année du peuple" alors que la guerre se poursuit. Des fonctionnaires du Conseil national africain uni de Muzorewa, envoyés dans les provinces pour expliquer le règlement interne aux Noirs ruraux, sont tués par des guérilleros marxistes-léninistes. Les insurgés commencent également à cibler les missionnaires chrétiens, culminant avec le meurtre de neuf missionnaires britanniques et de quatre enfants à Elim Mission près de la frontière mozambicaine lors du massacre de Vumba le 23 juin.
Le gouvernement de transition est mal accueilli à l'étranger, en partie parce que le règlement interne garde le contrôle des forces de l'ordre, de l'armée, de la justice et de la fonction publique sous contrôle blanc. Aucun pays ne reconnait l'administration intérimaire de la Rhodésie. Smith œuvre de nouveau pour faire entrer Nkomo au gouvernement, espérant que cela lui donnerait une certaine crédibilité au niveau national, une reconnaissance diplomatique rapide à l'étranger et aiderait les forces de sécurité à vaincre la ZANLA. À partir du 14 août 1978, il a assisté à des réunions secrètes avec Nkomo à Lusaka, en Zambie (où ZAPU est basé), le faisant avec l'aide de la société minière Lonrho. Des tentatives s'effectuent pour impliquer également le chef de la ZANU, Robert Mugabe, mais Mugabe ne participerait pas aux pourparlers. Selon l'historien militaire sud-africain Jakkie Cilliers, les négociations entre Smith et Nkomo progressent bien et "semblent sur le point d'aboutir" début septembre 1978. Le 2 septembre, Smith et Nkomo révèlent publiquement que les réunions secrètes ont lieu.

## Incident

### Menaces antérieures

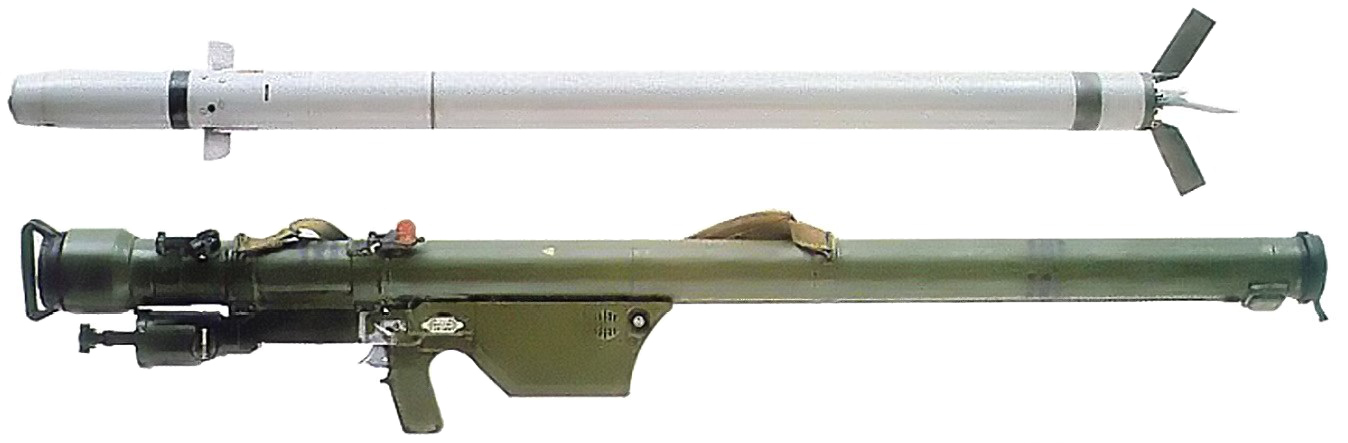
Un lanceur de missiles sol-air Strela-2 et l'un de ses missiles

Le trafic aérien rhodésien n'est sérieusement menacé que vers 1977, dans les dernières étapes de la guerre; avant cette époque, aucune des forces révolutionnaires n'a les armes pour lancer une attaque viable contre une cible aérienne. L'arme qui rend ces attaques réalisables pour la ZIPRA est le lanceur de missiles sol-air Strela-2 fourni par l'Union soviétique à partir du milieu des années 1970 dans le cadre du soutien matériel du Pacte de Varsovie. En septembre 1978, il y a 20 tentatives de destruction d'avions signalées, dont aucune ne réussit. Certains Dakota de l'armée de l'air rhodésienne sont touchés, mais tous survivent et atterrissent en toute sécurité. Aucun avion civil n'est encore pris pour cible pendant la guerre de Bush.

### Vol

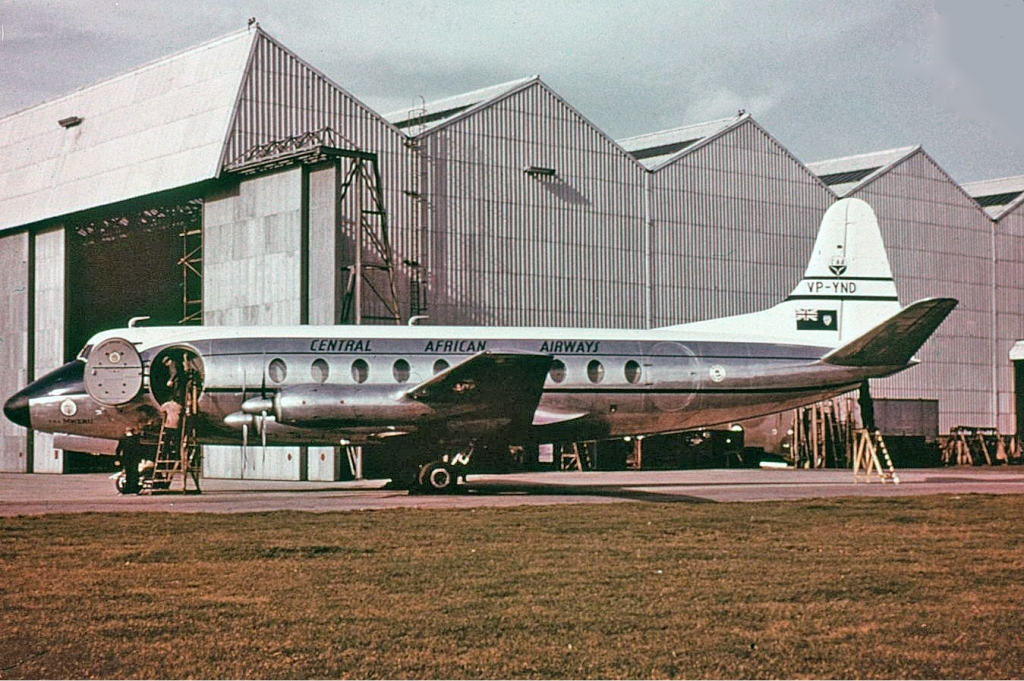
Un Vickers Vicomte de Central African Airways, le prédécesseur d'Air Rhodesia, en 1957

Air Rhodesia est la compagnie aérienne nationale du pays, créée par le gouvernement le 1er septembre 1967 pour succéder à Central African Airways, dissoute à la fin de cette année-là. Basé à l'aéroport de Salisbury, le réseau de vols d'Air Rhodesia à la fin des années 1970 comprenait un programme intérieur de vols de passagers et de fret, ainsi que des services internationaux vers les villes sud-africaines de Johannesburg et Durban.
L'avion du vol 825 est un Vickers Viscount 782D, un avion à turbopropulseur de fabrication britannique avec deux moteurs sur chaque aile. Il est nommé le Hunyani après la rivière du même nom, qui coule entre le lac Kariba et la capitale rhodésienne Salisbury.
Le Hunyani en est à la deuxième et dernière étape de son voyage régulier entre les chutes Victoria et Salisbury, faisant escale dans la station balnéaire de Kariba. Malgré les attaques occasionnelles à la roquette et au mortier lancées sur Kariba par les guérilleros du ZIPRA du côté nord du Zambèze (en Zambie), la station balnéaire est restée l'une des destinations touristiques de choix de la Rhodésie. Le vol du 3 septembre 1978, dimanche après-midi, de Kariba à Salisbury transportait quatre membres d'équipage et 52 passagers, dont la plupart sont des vacanciers de Salisbury, rentrant chez eux après un week-end au bord du lac. Le vol a décollé de l'aéroport de Kariba comme prévu peu après 17h00, heure d'Afrique centrale.
Le vol 825 est piloté par le capitaine John Hood, 36 ans, originaire de Bulawayo qui a obtenu sa licence de pilote professionnel en 1966. Il a piloté des vicomtes pour Air Rhodesia depuis 1968 et a servi dans l'armée de l'air rhodésienne sur une base volontaire. Son premier officier, Garth Beaumont, a 31 ans et a vécu en Rhodésie pendant la majeure partie de sa vie, ayant immigré enfant d'Afrique du Sud. Les deux hôtesses de l'air sont Dulcie Esterhuizen, 21 ans et de Bulawayo, et Louise Pearson, 23 ans, de Salisbury.

### Attaque
Un groupe de guérilleros ZIPRA, armé d'un lanceur Strela-2, a attendu dans la brousse sous la trajectoire de vol du vol 825 et a tiré sur le Hunyani environ cinq minutes après son décollage, alors que l'avion est encore dans la phase de montée de son vol. Le missile à tête chercheuse a touché l'aile tribord de l'avion et a explosé, provoquant également l'explosion du moteur interne. Un réservoir de carburant et des conduites hydrauliques se sont rompus, créant un incendie qui n'a pas pu être éteint. Le deuxième moteur tribord est tombé en panne presque immédiatement, laissant Hood avec seulement ses deux moteurs bâbord. Poussant sauvagement, le Hunyani commence à descendre rapidement.
A 17h10, le Capitaine Hood envoie un appel de détresse au contrôle de la circulation aérienne, les informant qu'il a perdu les deux moteurs tribord et qu'il allait s'écraser. « Nous entrons », a-t-il annoncé par radio. En disant à ses passagers de se préparer à un atterrissage d'urgence, il a visé un champ ouvert de coton dans les collines de Whamira, dans la brousse à l'ouest de Karoi, dans l'intention d'atterrir sur le ventre de l'engin. L'atterrissage est relativement stable jusqu'à ce que le Hunyani heurte un fossé, fasse la roue et explose. Les réservoirs de carburant restants se sont rompus et ont pris feu, mettant le feu à la cabine détruite.

### Massacre au sol
Sur les 56 personnes à bord, 38, dont Hood et Beaumont, sont mortes dans l'accident. Dix-huit survivent, bien que blessés, et sont sortis de l'épave. Après avoir brièvement installé les autres, l'un des passagers, Cecil MacLaren, en conduit quatre autres - les jeunes mariés Robert et Shannon Hargreaves, Sharon Coles et sa fille de quatre ans Tracey - en direction d'un village voisin à la recherche d'eau. Les 13 autres sont restés à proximité de l'épave. Pendant ce temps, neuf guérilleros se sont dirigés vers le site du crash et l'ont atteint vers 17h45. Trois des 13 survivants restés sur le site de l'accident se sont cachés en voyant approcher des personnages : le réserviste de l'armée rhodésienne Anthony Hill, 39 ans, s'est caché dans la brousse environnante, tandis que l'homme d'affaires Hans Hansen et sa femme Diana font de même. Cela a laissé 10 passagers bien en vue près de l'épave, dont quatre femmes et deux filles (âgées de 11 et 4 ans).
Les guérilleros, qui sont armés de fusils AK-47, se sont présentés aux 10 passagers comme amicaux, disant qu'ils appelleraient de l'aide et apporteraient de l'eau. Ils parlaient en anglais, tant aux survivants qu'entre eux. Ils ont dit aux passagers de se rassembler autour d'un point à quelques mètres de l'épave ; quand les survivants ont dit que certains d'entre eux sont trop gravement blessés pour marcher, les insurgés ont dit aux hommes valides de porter les autres. Les passagers srassemblents dans une zone d'environ 10 m². Debout à environ 15 m² loin, les cadres ont maintenant levé leurs armes. "Vous avez pris notre terre", déclare l'un d'eux. « S'il vous plaît, ne nous tirez pas dessus ! » cria l'un des passagers, juste avant d'être tué par une rafale soutenue de tirs automatiques. Ceux qui survivent aux rafales initiales sont frappés à la baïonnette (dont une mère et son bébé de 3 semaines).
Après avoir récupéré de l'eau dans le village voisin, MacLaren et ses compagnons sont presque de retour sur le site de l'accident lorsqu'ils ont entendu les coups de feu. Pensant qu'il s'agissait de munitions personnelles dans les bagages qui explosaient sous la chaleur, ils ont continué leur chemin et ont appelé les autres passagers, qu'ils pensaient encore en vie. Cela a alerté les insurgés de la présence de plus de survivants; l'un des guérilleros dit au groupe de MacLaren de "venir ici". Les insurgés ont alors ouvert le feu sur leur emplacement général, incitant MacLaren et les autres à fuir. Hill et les Hansen ont également couru; ils révèlent leurs positions aux combattants dans leur hâte, mais se sont cachés avec succès derrière une crête. Après que Hill et les autres s'y soient cachés pendant environ deux heures, ils voient les assaillants revenir sur le site du crash vers 19h45. Les guérilleros ont pillé la cabine détruite et certaines des valises éparpillées sur le site, ont rempli leurs bras avec les affaires des passagers, puis sont repartis.
Les survivants sont retrouvés les jours suivants par l'armée et la police rhodésiennes; Hill et les Hansen sont emmenés à l'hôpital Kariba, tandis que MacLaren et son groupe sont transportés par avion à l'hôpital Andrew Fleming de Salisbury.

### Nkomo revendique la responsabilité
Nkomo revendique la responsabilité de l'attaque dans une interview avec l'émission de radio Today de la BBC le lendemain, en riant comme il le fait, à l'horreur de la plupart des observateurs rhodésiens,, à la fois noirs et blancs,. Il dit qu'il reçoit des renseignements selon lesquels le Hunyani est utilisé à des fins militaires. Nkomo déclare qu'il regrettait les morts car ce n'est pas la politique de son parti de tuer des civils et nie que ses hommes aient tué des survivants sur le terrain; en revanche, il dit que ses hommes les aidents et les ont laissés en vie. Il accuse Air Rhodesia de transporter subrepticement des troupes et du matériel de guerre pour le gouvernement, une allégation que le capitaine Pat Travers, directeur général d'Air Rhodesia, qualifiee de "mensonge pur et simple".
Selon Eliakim Sibanda, professeur et conférencier des droits de l'homme qui écrit une histoire de la ZAPU, Nkomo insinuait que la responsabilité du massacre incombait aux pseudo-guérilleros des forces de sécurité, plus précisément l'unité Selous Scouts, qui a souvent été accusée d'avoir brutalisé des civils ruraux. dans le but de changer l'opinion publique. Sibanda affirme que le massacre "ne peut pas être mis au-delà" des scouts, et soutient également l'affirmation de Nkomo selon laquelle le Hunyani est utilisé militairement, suggérant que ZIPRA aurait pu croire qu'il y a des soldats rhodésiens à bord. "La télévision rhodésienne, avant les attaques contre la ZANLA au Mozambique, a montré des vicomtes transportant des parachutistes pour le travail", écrit-il, "... [et] le renseignement ZIPRA sa qu'il y a des parachutistes stationnés [à Victoria Falls]".

## Réactions

### Tensions raciales
Un rapport publié dans le magazine américain Time quinze jours plus tard a décrit l'incident comme "une véritable histoire d'horreur, calculée pour que les prophéties apocalyptiques rhodésiennes les plus alarmantes semblent vraies". La communauté blanche de Rhodésie entend la nouvelle avec fureur, et beaucoup se sont tournés vers des représailles exigeantes pour ce qu'eux-mêmes et beaucoup d'autres considéraient comme un acte de terrorisme. L'éminente famille indo-rhodésienne Gulab est particulièrement touchée par l'incident, ayant perdu huit membres dans l'attaque. Bien que les autorités rhodésiennes n'aient pas immédiatement reconnu la cause de l'accident, ne le faisant qu'après quatre jours d'enquête, la vérité est de notoriété publique à Salisbury en quelques heures. Smith écrit dans ses mémoires que le "degré de colère ... [est] difficile à contrôler". Les Sud-Africains blancs sont également furieux, en particulier après la parution dans la presse sud-africaine d'informations selon lesquelles les tueurs ont violé les passagères avant de les massacrer. Une société des amis de la Rhodésie en Afrique du Sud offre une récompense de 100 000 rands à quiconque tuerait Nkomo ou le conduirait à Salisbury pour y être jugé.
Geoffrey Nyarota, qui est alors l'un des rares journalistes noirs du journal Rhodesia Herald, écrivit plus tard dans ses mémoires que de nombreux Blancs sont devenus rancuniers et méfiants envers les Noirs en général, les considérant tous comme des "sympathisants terroristes". Décrivant la salle de rédaction du Herald la nuit de l'incident, il relate un « ignoble tempérament collectif » parmi les sous-rédacteurs en chef blancs : « Ils juraient jusqu'à ce que leur voix devienne rauque, menaçant de graves conséquences pour tous les « terrs » et « munts » ou « kaffirs »... J'ai senti que certaines des remarques les plus désobligeantes faites à voix haute inutilement ce soir-là sont destinées spécifiquement à mes oreilles."
Plusieurs incidents à caractère raciste se sont produits au cours des jours suivants. Selon l'article du Time, un groupe de Blancs est entré dans un bar non ségrégué de Salisbury "touchant la détente des fusils" et force les Noirs qui y buvaient à partir. Time a rapporté une rumeur selon laquelle deux jeunes blancs, en apprenant le massacre, auraient tiré sur le premier homme noir qu'ils auraient vu. Smith dit que plusieurs groupes d'autodéfense potentiels ont demandé sa permission de s'aventurer dans la brousse autour du site de l'accident pour "faire payer la population locale pour son crime d'abriter et d'aider les terroristes". Il leur a ordonné de ne pas le faire, selon ses mémoires, leur disant que de nombreux Noirs ruraux n'aidaient les guérilleros que sous une extrême contrainte et qu'il ne valait pas mieux les attaquer. De nombreux Rhodésiens ont également déploré le manque apparent de sympathie émanant des gouvernements étrangers, en particulier compte tenu du caractère de l'attaque et de sa cible civile.

### Service commémoratif

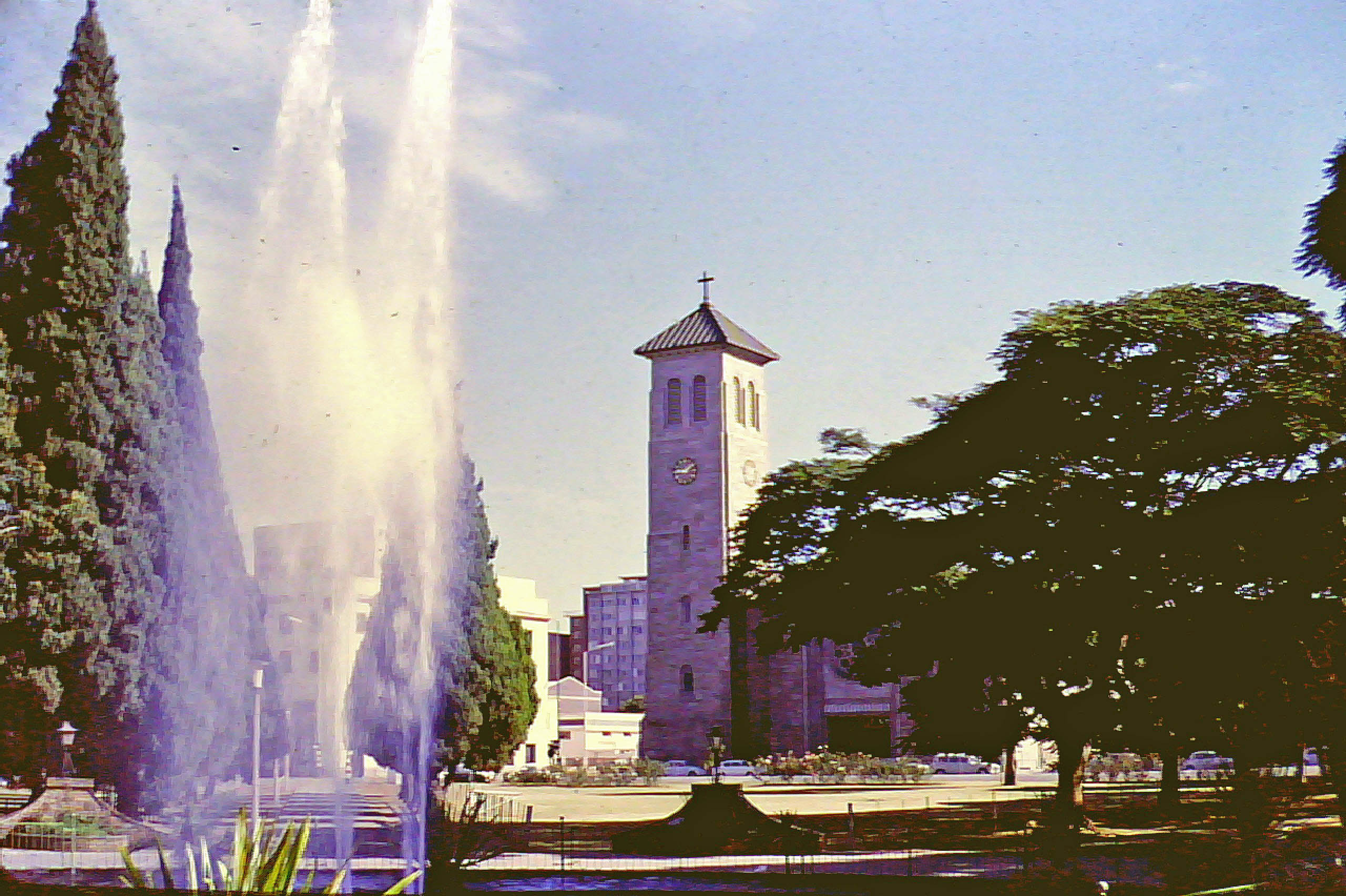
La cathédrale anglicane St Mary and All Saints de Salisbury est le lieu du service commémoratif le 8 septembre 1978.

Lors d'un service commémoratif tenu le 8 septembre 1978 pour les passagers et l'équipage du vol 825 à la cathédrale anglicane de Salisbury, environ 2000 personnes se sont entassées à l'intérieur, avec 500 autres debout à l'extérieur sur les marches et le trottoir, beaucoup écoutant le service à l'intérieur sur des postes de radio portables. Parmi les personnes présentes dans la cathédrale figuraient le personnel en uniforme d'Air Rhodesia et de South African Airways, ainsi que des soldats du Rhodesian Special Air Service et des officiers supérieurs d'autres unités militaires. Smith et plusieurs ministres du gouvernement ont également assisté, y compris P. K. van der Byl, le co-ministre des Affaires étrangères.
Le doyen John de Costa a prononcé un sermon critiquant ce qu'il a décrit comme un "silence assourdissant" de l'étranger. "Personne qui tient pour sacrée la dignité de la vie humaine ne peut être que dégoûté des événements auxquels assiste le vicomte", a-t-il déclaré. "Mais sommes-nous assourdis par la voix de la protestation des nations qui se disent civilisées ? Nous ne sommes pas! Comme les hommes dans l'histoire du Bon Samaritain, ils passent de l'autre côté. L'horreur de ce vol malheureux de Kariba restera gravée dans nos mémoires pour les années à venir. Pour d'autres, loin de nos frontières, c'est une affaire intellectuelle, pas une qui les touche profondément. Voici le drame !"

### Pourparlers interrompus
Les pourparlers entre Smith et le chef du ZAPU qui progressent de manière si prometteuse sont immédiatement interrompus par Salisbury. Smith lui-même qualifie Nkomo de "monstre". Cilliers commente que la fin des pourparlers Smith-Nkomo à ce moment est "potentiellement le résultat le plus grave du massacre du viscount", car les pourparlers progressent bien avant l'incident. Il suppose qu'un accord entre les deux "à ce stade critique" aurait pu aider le gouvernement de transition rhodésien à obtenir une reconnaissance internationale.
Le 10 septembre, le Premier ministre annonce à la nation que certaines régions du pays seraient placées sous une variante de la loi martiale, qui, selon lui, serait appliquée dans des régions particulières en cas de besoin. Il déclare l'intention de la Rhodésie de "liquider le fonctionnement interne de ces organisations associées au terrorisme", et avertit les pays voisins de se préparer à "toute frappe défensive que nous pourrions entreprendre" contre les bases de la guérilla sur leurs territoires respectifs. Il affirme que la guerre s'est intensifiée parce que la Grande-Bretagne et les États-Unis soutenaient le Front patriotique. William Irvine, le co-ministre des Transports, avertit les guérilleros que la Rhodésie « ne laisserait pas ces innocents sans vengeance ».

## Réponse militaire rhodésienne

### Opération Snoopy
Parce que ZAPU et ZIPRA sont basés en Zambie, de nombreux Rhodésiens réclamaient une attaque massive de représailles contre des cibles terroristes dans ce pays, mais la première cible externe touchée par les forces de sécurité après la fusillade du vicomte est le groupe important de bases ZANLA autour de Chimoio. au Mozambique. L'armée rhodésienne a largement frappé ces bases en novembre 1977 lors de l'opération Dingo, détruisant une grande partie de la présence de la ZANLA là-bas, mais les insurgés ont depuis construit un complexe appelé "New Chimoio", légèrement à l'est; les nouveaux camps sont répartis sur une zone beaucoup plus vaste que les originaux. Lors d'un assaut combiné aéroporté-sol appelé Operation Snoopy, l'armée de l'air rhodésienne, l'infanterie légère rhodésienne et le service aérien spécial ont anéanti une grande partie de New Chimoio le 20 septembre 1978. Le Mozambique envoie des blindés à l'aide de ZANLA sous la forme de neuf chars T-54 de fabrication soviétique et de quatre véhicules blindés de transport de troupes russes BTR-152, mais les premiers sont mis en déroute et l'un des seconds détruit par les forces de sécurité rhodésiennes. Selon les chiffres rhodésiens, il y a eu "plusieurs centaines" de guérilleros tués, tandis que les forces de sécurité n'ont perdu que deux soldats, dont l'un est accidentellement tué par une frappe aérienne amie.
La Rhodésie a ensuite attaqué les bases de ZIPRA en Zambie, dans ce que le capitaine de groupe Peter Petter-Bowyer a décrit plus tard comme un "temps de récupération" pour le vol 825.

### Opération Gatling
L'opération Gatling est lancée le 19 octobre 1978. Il s'agissait d'une autre opération conjointe entre l'armée de l'air et l'armée, qui fournit des parachutistes du service aérien spécial rhodésien et de l'infanterie légère rhodésienne. La cible principale de l'opération Gatling, à seulement 16 km au nord-est du centre de Lusaka, est l'ancienne Westlands Farm, qui est transformée en quartier général principal et base d'entraînement de ZIPRA sous le nom de "Freedom Camp". ZIPRA présumait que la Rhodésie n'oserait jamais attaquer un site aussi proche de Lusaka. Environ 4 000 guérilleros ont suivi une formation au camp de la liberté, avec des cadres supérieurs du ZIPRA également sur place. Les autres cibles de l'opération rhodésienne sont Chikumbi, 19 km au nord de Lusaka, et le camp de Mkushi ; tous les trois devaient être attaqués plus ou moins simultanément dans un balayage coordonné à travers la Zambie. Attaquer des cibles au plus profond de la Zambie est une première pour les forces rhodésiennes; auparavant, seuls les guérilleros près de la frontière sont attaqués.
Dirigé par le chef d'escadron Chris Dixon, qui s'est identifié à la tour de l'aéroport de Lusaka comme " Green Leader ", un groupe de l'armée de l'air rhodésienne a volé en Zambie à très basse altitude (évitant ainsi le radar zambien) et a pris le contrôle de l'espace aérien du pays pendant environ un quart de une heure lors de l'assaut initial sur Westlands Farm, informant la tour de Lusaka que l'attaque est contre "les dissidents rhodésiens, et non contre la Zambie", et que les Rhodesian Hawker Hunters encerclaient les aérodromes zambiens avec l'ordre d'abattre tout combattant qui tentait de décoller. Les Zambiens ont obéi à toutes les instructions de Green Leader, n'font aucune tentative de résistance et ont temporairement interrompu le trafic aérien civil. Utilisant la piste d'atterrissage de Rufunsa dans l'est de la Zambie comme base avancée, l'armée rhodésienne n'a subi que des pertes mineures au cours de l'opération de trois jours et a ensuite affirmé avoir tué plus de 1 500 membres du ZIPRA, ainsi que des instructeurs cubains.
Les historiens Paul Moorcraft et Peter McLaughlin écrivent que cela a considérablement exagéré le nombre de guérilleros tués, car la majeure partie de l'armée de Nkomo, qui comptait alors environ 10 000 combattants, n'est pas touchée. D'un autre côté, des réfugiés non armés campaient souvent dans ou autour des positions des insurgés, et des centaines d'entre eux sont tués lors du raid rhodésien. Moorcraft et McLaughlin commentent que pour les aviateurs rhodésiens, il aurait été "impossible de distinguer les réfugiés innocents des jeunes recrues du ZIPRA". Sibanda décrit Freedom Camp comme "un camp de réfugiés pour garçons", et dit que "351 garçons et filles" sont tués. Il affirme que la Croix-Rouge et l'Agence des Nations Unies pour les réfugiés "ont confirmé l'affirmation de la ZAPU selon laquelle les forces de Smith ont frappé des stagiaires civils sans défense".

## Conséquences
Les attaques rhodésiennes contre les bases ZANLA et ZIPRA ont beaucoup contribué à restaurer le moral du peuple rhodésien après l'attaque du Viscount, bien qu'elles n'aient pas eu beaucoup d'impact sur les campagnes de guérilla respectives. Nkomo et le président zambien Kenneth Kaunda ont tout de même demandé une aide militaire supplémentaire et de meilleures armes respectivement aux Soviétiques et aux Britanniques. La loi martiale est rapidement étendue à toutes les zones rurales de la Rhodésie et couvrait les trois quarts du pays à la fin de 1978. Pendant ce temps, Air Rhodesia commence à développer un blindage anti-Strela pour ses avions. Avant que ces travaux ne soient terminés, ZIPRA abat un deuxième Viscount, le vol 827 d'Air Rhodesia, le 12 février 1979. Cette fois, il n'y eut aucun survivant.
À la suite de la deuxième attaque, Air Rhodesia crée un système dans lequel le dessous des avions serait recouvert de peinture low-radiation, les tuyaux d'échappement étant enveloppés simultanément. Selon des tests menés par l'Armée de l'Air, un Vicomte ainsi traité ne pouvait plus être détecté par le système de ciblage du Strela dès qu'il se trouvait à plus de 2000 pieds. Il n'y a pas eu d'autres fusillades de vicomtes en Rhodésie.
Lors des élections tenues l'année suivante sous les termes du règlement interne, boycottées par la ZANU et la ZAPU, Muzorewa a remporté la majorité et est devenu le 1er juin 1979 le premier Premier ministre de l'État reconstitué et majority-ruled de la Rhodésie du Zimbabwe. Cependant, ce nouvel ordre n'a pas réussi à être accepté au niveau international et, en décembre 1979, l'accord de Lancaster House est conclu à Londres par la Rhodésie du Zimbabwe, le gouvernement britannique et le Front patriotique, ramenant le pays à son ancien statut colonial. Le gouvernement britannique a suspendu la constitution et a pris le contrôle direct pendant une période intérimaire. De nouvelles élections sont remportées par Mugabe, qui a pris le pouvoir en avril 1980, parallèlement à l'indépendance reconnue du pays sous le nom de Zimbabwe.

## Héritage et mémoire

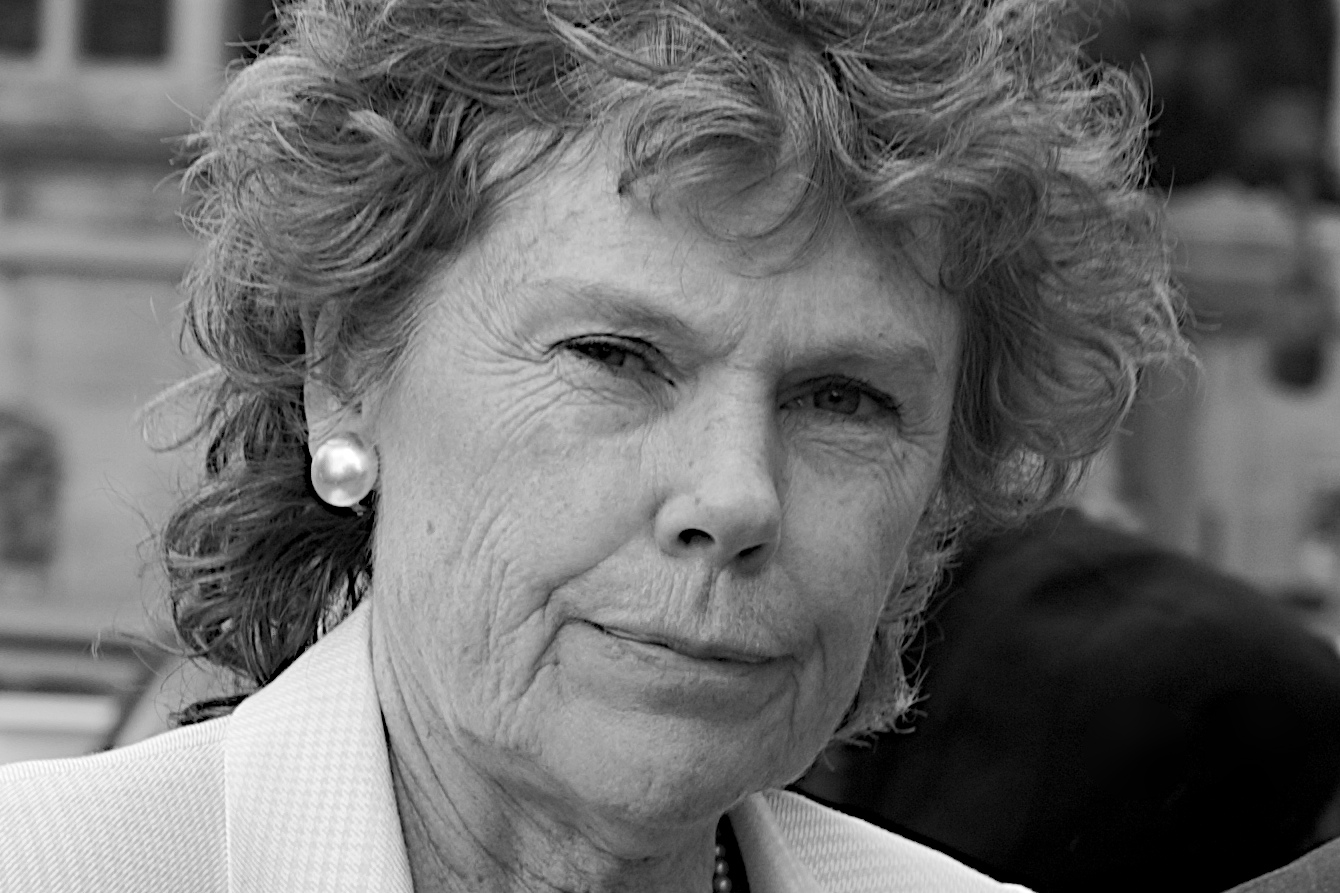
La députée travailliste britannique Kate Hoey, qui a proposé en 2013 de commémorer les victimes des attaques du vicomte

Dans les médias zimbabwéens modernes, les attaques du Viscount ne figurent pas en bonne place. En réponse à une motion parlementaire britannique de 2013 proposant de condamner les fusillades (voir ci-dessous), son plus grand journal n'a cité que des voix critiques et a cité les massacres - prétendument de réfugiés sans défense - dans les camps de la guérilla. Pour sa part, la ZIPRA qualifie son abattage d'avions civils d'acte de guerre légitime au motif que les guérilleros auraient pu croire qu'ils ont du personnel ou du matériel militaire à bord. Dans ses mémoires de 1984, Nkomo a répété son affirmation selon laquelle les combattants du ZIPRA aident les survivants du crash, et a simplement écrit que "je n'ai vraiment aucune idée de la façon dont les dix sont morts".

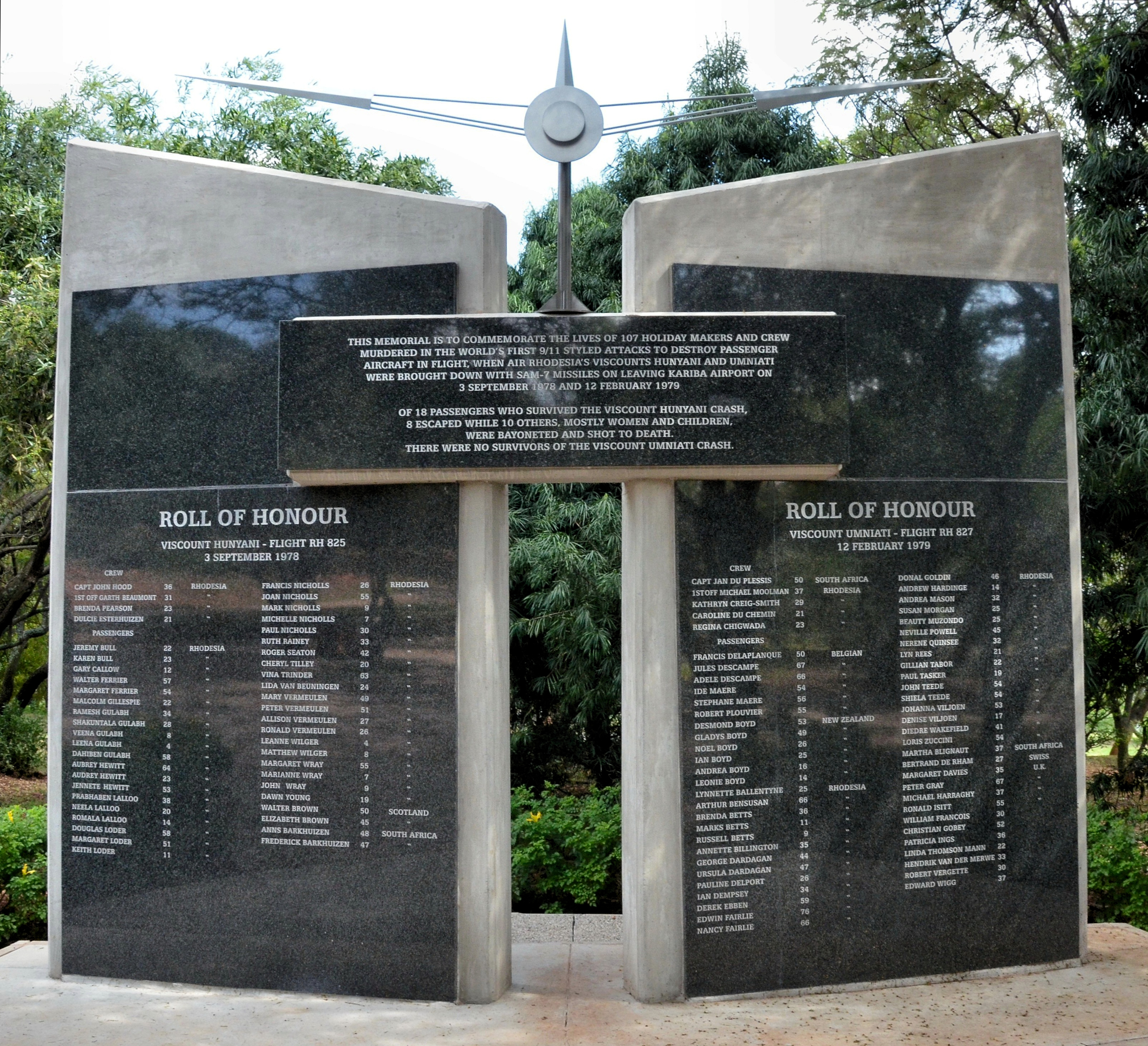
Mémorial aux victimes des attentats d'Air Rhodesia

Un monument aux personnes tuées lors de l'attaque rhodésienne contre Chikumbi est construit en Zambie en 1998 et dédié conjointement par les gouvernements zambien et zimbabwéen. Un mémorial aux victimes des deux attaques contre des Viscounts rhodésiens, appelé le Viscount Memorial, est érigé sur le terrain du monument Voortrekker à Pretoria, en Afrique du Sud, en 2012, et inauguré le 1er septembre de la même année. Les noms des passagers et de l'équipage décédés sont gravés sur deux dalles de granit qui se tiennent debout, côte à côte, la paire surmontée d'un emblème symbolisant un avion. Un mât à côté du monument arbore le drapeau rhodésien.
Une motion parlementaire britannique présentée par la députée travailliste Kate Hoey en février 2013 pour condamner rétrospectivement les attaques du Viscount et commémorer les victimes à l'occasion de l'anniversaire de la deuxième fusillade a provoqué un tollé dans la presse zimbabwéenne, le Herald l'appelant une " motion Rhodie " et caractérisant comme une tentative de contrarier l'administration Mugabe et ses partisans. Dumiso Dabengwa, un ancien commandant du ZIPRA, a décrit cette décision comme une provocation motivée par la race qui allait à l'encontre de l'esprit de l'amnistie décrétée à Lancaster House. Christopher Mutsvangwa, diplomate et analyste politique, adopte une ligne similaire, qualifiant la commémoration proposée par Hoey de "provocation ... [cela] signifie qu'ils ne considèrent que la mort des Blancs seuls pendant la lutte. Il n'y a aucune mention de ce qui est arrivé à nos fils et filles à l'intérieur et à l'extérieur du pays." La réponse officielle de la ZAPU à la motion de Hoey comprenait l'affirmation que dans tous les conflits "les civils sont pris dans des feux croisés en raison de rapports de renseignement erronés et d'autres erreurs de communication", et juxtaposait les civils tués dans l'attentat contre le Viscount avec ceux tués à Chikumbi.